# 鎌田昭二郎
鎌田 昭二郎（かまだ しょうじろう、昭和2年（1927年）2月27日 - 平成22年（2010年）2月3日）は、滋賀県厚生部長。公衆衛生医として滋賀県の健康福祉行政を推進し、福祉保健・医療行政において新たな展開を行った。

## 略歴
昭和2年（1927年）滋賀県大津市に生まれ、京都大学医学専門部に進学した。昭和21年（1946年）大学在学中に大津市出身医学生の相互協力と大津市への医療協力を目的にした大津医学生会を結成し、昭和24年（1949年）大学卒業後一時京大結核研究所に籍を置いた。
昭和25年5月大津市役所に就職し、市内の関係者と共に栄養指導や衛生管理に注力した。昭和40年（1965年）4月大津市から滋賀県に移り八幡保健所長に就任し、同保健所管内は滋賀県内でも乳幼児死亡率が高い事から原因究明と改善策実施に尽力した。また、精神発達や運動発達などの早期発見のため、保健所での精検時に心理判定員の導入を図ると共に精神発達相談を開設した。その後のフォローと訓練のため、プレイセラピーとグループカウンセリング活動が生まれ、昭和47年（1972年）新築した八幡保健所内にはプレイルームが設けられた。また、精神障害に対する地域・家族内での偏見打破に勢力を傾けると共に障害者の社会復帰のため生活訓練教室を開設した。
昭和48年（1973年）4月草津保健所長に異動し、昭和50年（1975年）4月滋賀県医務予防課長、昭和55年（1980年）4月厚生部技監、昭和57年（1982年）4月厚生部長に就任し昭和61年（1986年）3月退任した。この間、20年間県立総合保健専門学校において｢健康管理論｣｢公衆衛生行政｣等を非常勤講師として講義し｢健康とはなにか｣｢公衆衛生にたずさわる人間のありかた｣など問いかけ、保健師の育成に尽力した。昭和61年4月より高齢者の社会参加への意欲の高まりに応え、高齢者が新しい知識、教養と技術を身につけ、地域の担い手として登場できるよう支援するための場所であるレイカディア本部長（社会福祉法人滋賀県社会福祉協議会レイカディア振興部）に就任した。公衆衛生の実践者として生き続け、平成22年2月3日死去した。

## 著書・論文
- 博士論文「都市騷音に関する研究 : 大津市の特異性について」（京都府立医科大学 1956年）
- 「厚生福祉(通号4760) 1999年8月4日」 P1「食いしん坊の明日」の項（時事通信社）
- 「厚生福祉(通号4813) 2000年3月1日」 P1「児童虐待 打診」の項（時事通信社）
- 「日本泌尿器科學會雜誌89(2) 1998年2月20日」 「滋賀県甲賀郡における尿失禁の頻度および危険因子」の項（社団法人日本泌尿器科学会）
- 「京都大學結核研究所年報3 1952年3月31日」 「Tibone の肺結核患者肝機能に及ぼす影響（第3部 化学療法部）」の項（京都大学）
- 「保健婦雑誌51(8) 1995年8月」 P601「保健所の果たした意義 滋賀県の保健と福祉の連携」の項（医学書院）